# A Carne (1975)
A Carne é um filme brasileiro de 1975, do gênero drama erótico, dirigido por J. Marreco, com roteiro escrito por Antônio Bivar e Antônio Calmon, baseado na obra homônima de Júlio Ribeiro.

## Elenco
- Selma Egrei....Lenita
- Newton Prado....Augusto Barbosa
- Geraldo Del Rey...Lopes Matoso
- Geraldo Decourt...Cel. Barbosa
- Jonas Mello....Raimundo
- Liza Vieira....Flora
- Neuza Borges...Marciana
- Benê Silva
- Kleber Afonso

## Principais prêmios e indicações
Troféu APCA 1976
- Venceu na categoria de melhor fotografia.